# Cetopsidium soniae
Cetopsidium soniae är en fiskart som beskrevs av Richard P. Vari och Carl J. Ferraris, Jr. 2009. Cetopsidium soniae ingår i släktet Cetopsidium och familjen Cetopsidae. Inga underarter finns listade i Catalogue of Life.